# 楊僎
楊僎（15世紀—16世紀），字肅庵，號爾知，雲南都司臨安衛人，明朝政治人物。

## 生平
楊僎是嘉靖四年（1525年）的舉人，次年（1526年）聯捷進士，獲授知縣，十二年（1533年）選任為吏科給事中，曾上疏表彰靖難時的忠臣不獲回應；十五年（1536年）三月陞吏科右給事中，同年五月改任刑科左給事中，次年（1537年）再陞為戶科都給事中。
嘉靖二十一年（1542年），明世宗以各科道官員不能糾發夏言，下旨切責，楊僎遭降一級調用，後曾任浮梁知縣、河间府同知，官至貴州參議，回鄉後有德行，主持纂修《臨安府志》，得後人傳述。

## 引用
1. 1 2  光緒《臨安府志·卷十四·人物》：楊僎 字肅庵，由嘉靖丙戌進士官吏科給事中，疏靖難諸忠節事，留中不報，時論多之。仕至參議，居鄉以德行稱，纂修府志，為後人所傳述。
2. ↑  光緒《臨安府志·卷十三·選舉》：臨安府屬進士 明……（嘉靖）丙戌龔用卿榜一人臨安衛楊僎 貴州參議……舉人……（嘉靖）乙酉科九人 臨安衛楊僎 進士
3. ↑  《明世宗肅皇帝實錄·卷一百五十七》：（嘉靖十二年十二月乙未）選授推官李逢、知縣楊僎、翁溥、張選、石存仁為給事中，僎、溥吏科，選戶科，逢兵科，存仁刑科。
4. ↑  《明世宗肅皇帝實錄·卷一百八十五》：嘉靖十五年三月丙辰朔……陞吏科左給事中俞朝安為都給事中，吏科給事中楊僎、刑科給事中尤魯、兵科給事中朱隆禧、李逢呂懷、刑科給事中右存仁俱為右給事中，朝安、懷工科，僎、逢、存仁本科，魯刑科，隆禧兵科。
5. ↑  《明世宗肅皇帝實錄·卷一百八十七》：（嘉靖十五年五月）壬申陞吏科左給事中田秋為戶科都給事中，吏科右給事中楊僎為刑科左給事中，兵科右給事中李逢為工科左給事中。
6. ↑  《明世宗肅皇帝實錄·卷二百一》：（嘉靖十六年六月）乙未陞左給事中楊僎、朱隆禧、尤魯俱都給事中，僎戶科、隆禧兵科、魯工科。
7. ↑  《明世宗肅皇帝實錄·卷二百六十四》：（嘉靖二十一年七月己酉）御史喬佑等、給事中沈良才等以聖諭切責，輔臣夏言恣肆科道官無一紏發者，於是各上疏論劾言負恩誤國法當罷黜，仍將臣等併黜，以為言官不職之戒，得旨……擬喬佑、錢應揚、楊僎并高時降一級調邊方用……
8. ↑  道光《浮梁縣志·卷十·官師》：知縣……楊僎 爾知，雲南人，進士，嘉靖二十二年任